# Boharyně
Boharyně är en ort i Tjeckien. Den ligger i den centrala delen av landet, 90 km öster om huvudstaden Prag. Boharyně ligger 245 meter över havet och antalet invånare är 526.
Terrängen runt Boharyně är platt.Runt Boharyně är det ganska tätbefolkat, med 75 invånare per kvadratkilometer. Närmaste större samhälle är Hradec Králové, 14,4 km öster om Boharyně. Trakten runt Boharyně består till största delen av jordbruksmark.